# ママドゥ・ファル (2005年生のサッカー選手)
ムハマドゥ・ムスタファ・ファル（Mouhamadou Moustapha Fall、2005年6月3日 - ）は、セネガルのサッカー選手。ポジションはディフェンダー。

## 経歴

### レッドスター・ベオグラード
2025年2月18日、レッドスター・ベオグラードU-19からトップチームに昇格した。